# Rebecca (pel·lícula)
Rebecca és una pel·lícula dirigida per Alfred Hitchcock l'any 1940, i és la seva primera pel·lícula rodada als Estats Units. Està basada en la novel·la del mateix nom de Daphne du Maurier. Va guanyar dos Oscars, a la millor pel·lícula i a la millor fotografia en blanc i negre, i va obtenir unes altres nou nominacions, incloent-hi les de millor director, millor actriu principal (Joan Fontaine), millor actor principal (Laurence Olivier) i millor actriu secundària (Judith Anderson).

## Argument
Una jove humil (Joan Fontaine), dama de companyia d'una senyora estatunidenca, contrau matrimoni amb l'aristòcrata anglès Maxim de Winter (Laurence Olivier) al cap de poc que hagi mort l'esposa d'aquest en estranyes circumstàncies, Rebecca. La parella, que s'havia conegut a Montecarlo, va a viure a la residència habitual de De Winter, la mansió anglesa Manderley, a Cornualla. Aviat la segona senyora de Winter s'adona que l'ombra de Rebecca encara hi és present i que no pot esborrar-ne el record de la ment del seu marit.

## Repartiment
- Laurence Olivier: "Maxim" de Winter
- Joan Fontaine: la segona Sra. de Winter
- George Sanders: Jack Favell
- Judith Anderson: Sra. Danvers
- Nigel Bruce: comandant Giles Lacy
- Reginald Denny: Frank Crawley
- C. Aubrey Smith: coronel Julyan
- Gladys Cooper: Beatrice Lacy
- Florence Bates: Sra. Edythe Van Hopper
- Melville Cooper: jutge d'instrucció
- Leo G. Carroll: Dr. Baker

## Adaptació

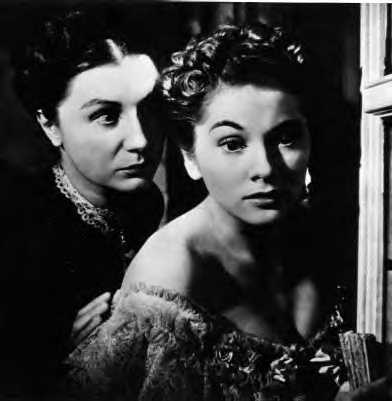
Mrs. Danvers incita Mrs. de Winter al suïcidi

Davant la insistència del productor David O. Selznick, la pel·lícula adapta fidelment la novel·la homònima de Daphne du Maurier. No obstant això, un detall del guió va ser alterat per complir les normatives de Hollywood Production Code, que va dir que l'assassí de l'esposa havia de ser castigat. En la novel·la, Maxim dispara a Rebecca, mentre que en el film, només pensa matar-la després que ella l'ha insultat. Hi ha una forta discussió, Rebecca cau i el seu cap pica contra una peça de les amarres del vaixell, i mor a causa de les lesions. Per això la seva mort és un accident, i no pas un assassinat. Segons explica el llibre It's only a movie (Només és una pel·lícula), David O. Selznick volia que el fum de l'incendi de Manderley dibuixés una gran R. Alfred Hitchcock va pensar que aquest detall era mancat de subtilesa. Mentre Selznick estava preocupat amb Gone with the wind (Allò que el vent s'endugué) (1939), Hitchcock edità la pel·lícula in camera, fet que no permeté que Selznick fes la postproducció. Encara que Selznick insistí que la pel·lícula fos fidel a la novel·la, Hitchcock va fer molts canvis, especialment sobre el personatge de Mrs. Danvers. En la novel·la, és com una mare gelosa. El llibre relata el seu passat, però en el film és una dona molt jove (l'actriu Judith Anderson devia tenir uns quaranta-dos anys) i el seu passat no s'esmenta en absolut. L'única cosa que en sabem és que vingué a Manderley quan Rebecca s'acabava de casar. Hitchcock li va donar una figura fantasmal amb uns certs aires de lesbianisme, com s'explica en el documental The Celluloid Closet (L'armari de cel·luloide).
L'estrena de Rebecca es va retardar fins a 1940 per poder guanyar algun Oscar, ja que el 1939 l'Acadèmia estava captivada per Gone with the wind (Allò que el vent s'endugué), una altra producció de Selznick.
La pel·lícula s'estrenava a Barcelona, al cinema Coliseum, el 8 de gener de 1943.

## Adaptacions en altres mitjans
Rebecca fou adaptada a la ràdio en diverses ocasions. La primera vegada fou el 31 de maig de 1943 com un episodi de The Screen Guild Theater (gremi d'actors de cinema), protagonitzada per Joan Fontaine, Brian Aherne i Agnes Moorehead. El 18 de novembre de 1948, també The Screen Guild Theater, va fer una altra versió amb Loretta Young, John Lund i Agnes Moorehead. El 3 de febrer de 1941 Lux Radio Theater va radiar una adaptació amb Ronald Colman i Ida Lupino, i el 6 de novembre de 1941, també Lux, una altra amb Laurence Olivier i Vivien Leigh. The Campbell Playhouse també en feu una versió el 9 de desembre de 1938.
A Bollywood es van fer dues versions de Rebecca. La primera, Kohra, el 1964, protagonitzada per Waheeda Rehman i Biswajeet. La segona, Anamika, s'estrenà el 2008 i va ser interpretada per Dino Morea, Minissha Lamba i Koena Mitra.
Rebecca va ser la base d'un esquetx de la BBC en el xou That Mitchell and Webb Look.
Molts elements característics de Rebecca van aparèixer en un episodi de Star Stories, basat en el casament entre Paul McCartney i Heather Mills.

## Premis i nominacions

### Premis
- 1941: Oscar a la millor pel·lícula
- 1941: Oscar a la millor fotografia per George Barnes

### Nominacions
- 1941: Oscar al millor director per Alfred Hitchcock
- 1941: Oscar al millor actor per Laurence Olivier
- 1941: Oscar a la millor actriu per Joan Fontaine
- 1941: Oscar a la millor actriu secundària per Judith Anderson
- 1941: Oscar al millor guió adaptat per Robert E. Sherwood i Joan Harrison
- 1941: Oscar a la millor direcció artística per Lyle R. Wheeler
- 1941: Oscar al millor muntatge per Hal C. Kern
- 1941: Oscar als millors efectes visuals per Jack Cosgrove i Arthur Johns
- 1941: Oscar a la millor banda sonora per Franz Waxman

## Comentaris
- Ni en la novel·la ni en la pel·lícula es diu en cap moment el nom de la nova esposa de Maxim De Winter, detall que remarca encara més la influència que el record de Rebecca exerceix dins la casa.
- Fou la primera pel·lícula que Alfred Hitchcock va rodar als Estats Units.
- Com que Laurence Olivier volia que el paper de Mrs. De Winter fos interpretat per Vivien Leigh, amb qui mantenia una relació, tractà molt malament Joan Fontaine durant el rodatge. Això sacsejà l'actriu, i Alfred Hitchcock ho aprofità per dir-li que tot l'equip de filmació l'odiava. D'aquesta manera es tornà més tímida i reservada, tal com el director la volia per al personatge.